# Oxyde d'azote

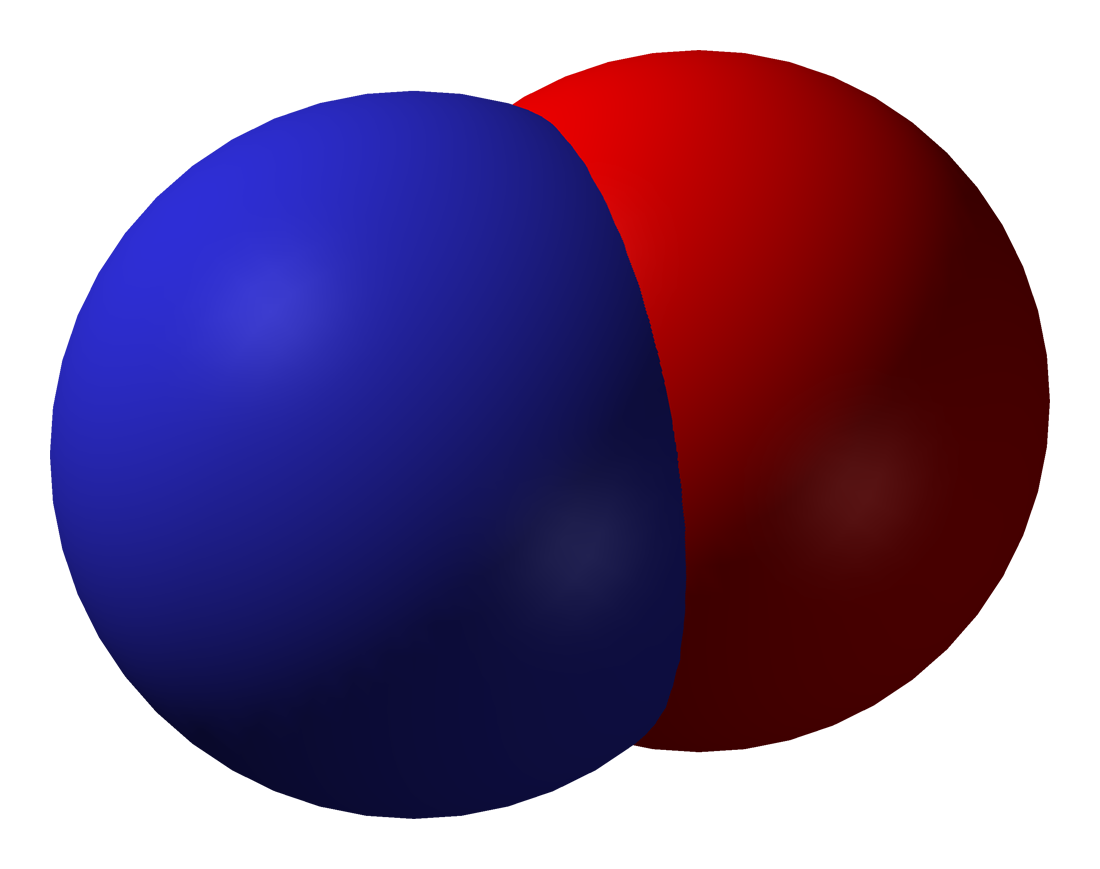
Molécule de monoxyde d'azote (NO).

Les oxydes d'azote sont des composés chimiques formés d'oxygène et d'azote, correspondant à une formule chimique NxOy.
Parmi les oxydes d'azote, le terme « NOx » est utilisé spécifiquement pour caractériser les émissions de polluants correspondant à la somme des quantités de monoxyde d'azote NO et de dioxyde d'azote NO2, alors que « NOy » peut désigner l'ensemble plus large des composés azotés.

## Définition et exemples
| Degré d'oxydation | Formule brute | Nom                                    |
| ----------------- | ------------- | -------------------------------------- |
| +6                | NO3           | Radical nitrate                        |
| +5                | N2O5          | Pentaoxyde de diazote                  |
| +4                | NO2 N2O4,     | Dioxyde d'azote Tétraoxyde de diazote  |
| +3                | N2O3 N(NO2)3  | Trioxyde de diazote Trinitramide       |
| +2                | NO N2O2       | Monoxyde d'azote Dioxyde de diazote    |
| +1                | N2O NO2N3     | Monoxyde de diazote Azoture de nitryle |
| +1/2              | NON3          | Azoture de nitrosyle (en)              |

Le monoxyde et le dioxyde d'azote sont les molécules les plus connues car leur somme correspond au terme NOx. Ces deux molécules sont regroupées car le NO émis par une installation s'oxyde spontanément dans l'atmosphère en NO2. On fait donc la somme du NO et du NO2, et on l'exprime en quantité équivalente de NO2,. Le monoxyde d'azote est un gaz incolore, le dioxyde d'azote est un gaz brun-rougeâtre.
Pour ces deux molécules, on observe l'existence de dimères N2O2 et N2O4. Ce sont des oxydants très forts, le premier est instable mais le second est stable, il est utilisé en synthèse ou comme comburant.
Dans de nombreuses installations, on peut aussi observer la formation de protoxyde d'azote (N2O). Cette molécule très stable est aussi connue sous le nom de « gaz hilarant » à cause de ses effets euphorisants. C'est aussi un oxydant fort utilisé par exemple dans les moteurs-fusées.
Le trioxyde de diazote N2O3 est instable à température ambiante, il se décompose rapidement en NO et NO2. Le pentaoxyde de diazote (N2O5), à l'état solide dans les conditions normales de température et de pression, est aussi un oxydant très fort. Le radical nitrate (NO3) est un oxydant fort, c'est un intermédiaire réactionnel important dans les processus d'oxydation photochimiques conduisant à la formation du smog dans les villes.

## Toxicologie
Le dioxyde d'azote NO2 est mortellement toxique (quarante fois plus que le CO, quatre fois plus que NO). Il pénètre profondément dans les poumons et est soluble dans l'eau. Les pics de concentrations sont plus nocifs qu'une même dose étalée sur une longue période. NO est un gaz irritant pour les bronches, il réduit le pouvoir oxygénateur du sang. Ces molécules pénètrent facilement les bronchioles, affectent la respiration et provoquent une hyperréactivité des bronches chez les asthmatiques, ainsi qu'une vulnérabilité accrue des bronches aux microbes, au moins chez les enfants.

Par exemple, en cas d'inhalation des vapeurs nitrées de fumées de tir d'explosif, utilisé dans un lieu confiné (dans une grotte par des spéléologues ou dans une mine mal aérée par exemple) : 1 kg d'explosif nitré peut relarguer de 0,1 à 3 litres de NOx (NO + NO2). 

« les symptômes immédiats peuvent se limiter à quelques troubles irritatifs : toux, picotements, larmoiements, irritation oculaire et pharyngée ; ces symptômes s’arrêtent dès que l’intoxiqué est mis à l’air libre. Il peut alors reprendre son exploration malgré une légère lassitude mais 2 à 36 heures plus tard, il risque de présenter des troubles graves signant un œdème pulmonaire aigu : toux, cyanose, expectoration rosée ou jaune saumonée, anxiété, sueurs froides, forte soif. La mort survient dans la plupart des cas en 24 à 48 heures. À signaler que les vapeurs nitreuses sont solubles dans l’eau. »

— 
N2O a des propriétés anesthésiques et antalgiques, il est utilisé en anesthésie, en odontologie, etc. Sa toxicité pour des expositions chroniques ou aiguës est mal connue. Les effets majeurs, neuropathie et myélotoxicité, sont liés à un déficit en vitamine B12.

### Seuils
Pour les NOx, l'OMS recommande de ne pas dépasser :
- 400 µg/m3 de moyenne sur 1 h ;
- 150 µg/m3 de moyenne horaire sur 24 h[18].

Dans sa thèse sur la prévention et les secours en spéléologie (où des vapeurs nitreuses peuvent être générées par l'utilisation d'explosifs), Mallard (1985) recommande de ne pas respirer un air contenant plus de 10 ppm de vapeurs nitreuses (soit une norme dix fois plus sévère que celle relative au monoxyde de carbone (CO) qui est de 100 ppm.

## Effets sur l'environnement

### Effet de serre
Le protoxyde d'azote N2O est un puissant gaz à effet de serre. Son potentiel de réchauffement global (PRG) est de 130 à 270, selon la durée considérée (par rapport au CO2 qui sert de référence avec un PRG égal à 1 par convention). Par conséquent, même si les émissions sont très faibles par rapport à celles de CO2, il représente tout de même environ 5 % du potentiel global de réchauffement des émissions de gaz à effet de serre.

### Couche d'ozone
N2O est une molécule très stable, donc chimiquement inerte dans la troposphère. Par contre, lorsqu'elle atteint la stratosphère, elle peut subir une réaction photochimique conduisant à la formation de NO. NO est un gaz qui catalyse la destruction de l'ozone.

### Formation de l'ozone troposphérique
Le dioxyde d'azote NO2 et d'autres oxydes d'azote interviennent dans la formation des oxydants photochimiques (ozone troposphérique). Cette forme de pollution oxydante, acide et eutrophisante de l'air et indirectement de l'eau et des sols, a significativement augmenté là où les ultraviolets sont plus intenses (en raison du trou de la couche d'ozone). Parmi les oxydes d’azote, les principaux polluants atmosphériques sont NO et NO2 ; ce sont eux qui sont analysés par les réseaux de surveillance de la qualité de l’air. Les NOx contribuent à l'odeur caractéristique de l'air urbain pollué par la circulation. NO et NO2 sont en équilibre avec l'ozone selon la réaction suivante :
{\displaystyle {\ce {NO(g) + O3(g) <=> NO2(g) + O2(g)}}}.
De jour, les oxydes d'azote sont principalement sous forme de NO et de NO2, alors que de nuit, ce sont principalement le NO2 et NO3 qui sont présents. Ceci est lié à la photolyse de l'ozone qui déplace cet équilibre dans un sens ou l'autre. L'émission de NO2 le jour tendra à favoriser la formation d'ozone troposphérique via la réduction vers NO.
{\displaystyle {\ce {NO2(g) + O3(g) <=> NO3(g) + O2(g)}}}
Les NOx sont donc des précurseurs intervenant dans la formation de nitrates atmosphériques (rapidement solubilisés dans les eaux météoriques qui sont alors rendues à la fois acidifiantes et eutrophisantes).

### Pluies acides
NO et NO2 contribuent au phénomène de pluies acides constituées, entre autres, d'acide nitrique (acide fort). L’oxydation du NO produit par les combustions peut se poursuivre dans l’atmosphère pour former du NO2 :
{\displaystyle {\ce {2NO(g) + O2(g) -> 2NO2(g)}}}.
NO2 réagit avec l’eau pour donner une solution aqueuse d’acide nitrique « H3O+(aqueux) + NO3−(aqueux) » et du monoxyde d’azote NO :
{\displaystyle {\ce {3NO2(g) + 3H2O(l) -> 2H3O+(aq) + 2NO3- (aq) + NO(g)}}}
avec :
- (g) = gaz ;
- (l) = liquide ;
- (aq) = aqueux, ion hydraté = ion qui a fixé un certain nombre de molécules d'eau.

## Origine des émissions d'oxydes d'azote

### Sources
La combustion des combustibles fossiles et de la biomasse, dans les foyers fixes, d'une part, et des combustibles gazeux et liquides dans les moteurs thermiques, d'autre part, génère des émissions d'oxydes d'azote (NOx). Pour la France, les émissions de NOx représentaient 651 000 tonnes (en équivalent NO2) pour l'année 2020. Les émissions de NOx ont atteint un maximum durant les années 1980 (plus de deux millions de tonnes), elles diminuent régulièrement depuis 1990.
En 2007, la Chine était le premier pays émetteur d'oxydes d'azote.
Les volcans, orages et feux de forêts contribuent aussi aux émissions de NOx. Dans l'atmosphère, les éclairs produisent du NO.

#### Transports
Les principaux émetteurs de NOx sont les transports routiers (d'où une politique de réduction au moyen de pots catalytiques par exemple). Dans les années 1990, les transports sont devenus responsables de plus de 60 % des émissions de NOx, ce qui représentait 1,28 million de tonnes. Grâce à la mise en place des pots catalytiques, cette proportion est en diminution (58 % du total des NOx en 2020, ce qui correspond à 346 000 tonnes).

#### Combustion et incinération
Les installations de combustion (centrales thermiques, chauffages, etc.) sont aussi une source importante de NOx. Même pour des sources de petite puissance : NO2 se rencontre à l'intérieur des locaux où fonctionnent des appareils au gaz tels que gazinières ou chauffe-eau à gaz.
Les NOx sont également produits lors de la combustion du bois. Ces oxydes d'azote ne proviennent pratiquement pas de l'oxydation à haute température du diazote de l'air (NOx thermiques), mais de celle de l'azote contenu dans le bois sous forme d'amines et de protéines nécessaires à la croissance de l'arbre (NOx du combustible),. En raison du taux d’azote relativement élevé contenu naturellement dans le bois, les émissions d’oxydes d’azote sont potentiellement plus importantes pour des installations de combustion de la biomasse que pour des chaudières au fioul ou au gaz,.
Globalement, les émissions de NOx dues à la production d'énergie en France en 2020 représentaient 30 000 t éq NO2, celles dues au chauffage résidentiel 65 000 t éq NO2.

### Mécanismes de formation
Les NOx proviennent essentiellement de la combustion des combustibles fossiles dans l'air (qui contient près de 80 % d'azote) à une température supérieure à 1 400 °C (moteurs thermiques ou cimenteries, certains chauffages et certains véhicules à moteur thermique notamment, y compris catalysés et de quelques procédés industriels (production d'acide nitrique, fabrication d'engrais, traitement de surface, etc.).
NO est la molécule stable à haute température, elle se forme donc majoritairement dans les installations de combustion et dans les moteurs. NO se transforme ensuite en présence d'oxygène en NO2 (de 0,5 à 10 %) dans le foyer de combustion. Cette réaction se poursuit lentement dans l'atmosphère et explique, dans le cas des villes à forte circulation, la couleur brunâtre des couches d'air pollué situées à quelques centaines de mètres d'altitude (action conjointe des poussières).
Ils sont principalement formés dans les chambres de combustion et ont trois origines :
NOx thermiques
La réaction globale est : N2 (air) + O2 → 2 NO : la molécule de diazote étant très stable, il faut que la température dépasse 1 400 °C pour que ce mécanisme de formation devienne important. C'est la source principale de formation des oxydes d'azote dans les moteurs à explosion.
NOx du combustible
L'azote peut être présent sous de nombreuses formes dans les combustibles ou les déchets utilisés en combustion et en incinération. On peut les classer en fonctions de type amine (R-NH2) ou nitrile (R-CN). Ces molécules sont moins stables que le diazote, donc elles peuvent s'oxyder plus facilement à des températures modérées (inférieures à 1 000 °C) : cette oxydation à faible température peut aussi conduire à la formation de protoxyde d'azote en fonction des fonctions azotées présentes dans le combustible.
Prompt NO
La molécule de diazote est très stable, mais elle peut réagir avec certaines espèces radicalaires formées dans les réacteurs à haute température. Ceci conduit à la formation de fonctions azotées, par exemple : N2 + CH → HCN + N : l'oxydation de ces fonctions azotées conduit ensuite à la formation de NO par le même mécanisme que le NO du combustible. Ce mécanisme est cependant minoritaire dans la plupart des cas.

### Réglementations
Diverses règlementations européennes à nationales existent, visant à respecter des conventions ou traités internationaux dont le Protocole de Göteborg et une Convention de la Commission Économique pour l'Europe des Nations Unies (CEE-ONU) relative à la pollution atmosphérique transfrontalière à longue distance.
Les États membres de l'Union européenne doivent périodiquement communiquer un inventaire des émissions du pays pour les NOx (ainsi que pour SO2, COVNM et NH3) dans un format identique à celui retenu par la convention sur la pollution transfrontalière à longue distance.

#### En France
Les NOx font partie des polluants préoccupants que la France peine à réguler, du fait, entre autres, du nombre important de véhicules Diesel en circulation. L'ADEME, dans un avis mis à jour en mai 2018, recommande de maîtriser les besoins en déplacement, les modes de transport (personnes et marchandises), les types de mobilités – au profit de mobilités douces organisées de manière à développer les systèmes de libre-service (vélo), de covoiturage, de véhicule partagé (auto, vélo)… tout en veillant à améliorer la logistique du dernier kilomètre.

## Métrologie
Les analyses pour mesurer les taux d'oxydes d'azote se font généralement par chimiluminescence (qui est aussi la méthode de référence européenne), via la mesure du rayonnement produit par la réaction chimique entre les molécules de monoxyde d'azote et  d'ozone, ce dernier est produit par un générateur haute tension.
Pour effectuer la mesure des NOx, les gaz passent par un four de conversion, qui transforme NO2 en NO, celui-ci s'ajoute au NO déjà présent dans les gaz, le NO est ensuite analysé en le faisant réagir avec O3.

## Réduction des émissions d'oxydes d'azote

### Moteurs des véhicules automobiles

Comparaison entre les normes d'émission d'oxydes d'azote et les émissions mesurées.

Le pot catalytique mis en place depuis les années 1990 permet une élimination quasiment totale des émissions de NOx sur les moteurs a allumage commandé (essence). Les pots et filtres catalytiques sont efficaces mais consomment des métaux « précieux » et rares éventuellement toxiques (dont métaux du groupe du platine), et en perdent dans l'environnement.
Par contre, le pot catalytique ne permet pas l'élimination des NOx sur les véhicules à moteur Diesel. En Europe, où pour des raisons fiscales le taux de véhicules particuliers à moteurs diesel est très élevé, la diminution des émissions de NOx a donc été moins forte qu'attendue. Les transports maritimes utilisent aussi des moteurs diesel, on estime qu'ils représentent 24 % des émissions totales de NOx en Europe en 2018.

### Installations de combustion et d'incinération

#### Généralités
Deux types de techniques existent : les techniques dites primaires (action sur la combustion) et les techniques dites secondaires (action sur l'effluent gazeux).
Techniques primaires
Elles limitent les émissions en intervenant sur la combustion. On cite les brûleurs « bas-NOx », la recirculation des gaz de combustion, l'injection étagée du combustible et/ou de l'air de combustion. L'efficacité de ces techniques s'échelonne entre 20 et 60 % (dans le cas où l'on combinerait plusieurs techniques primaires).
Techniques secondaires
Elles permettent d'obtenir des taux de réduction beaucoup plus importants. Les trois technologies qui se sont réellement imposées sur le marché sont :
- la réduction sélective non catalytique (en anglais SNCR de selective non catalytic reduction) : cette méthode est basée sur une réaction de réduction du NO par une espèce azotée. Plusieurs procédés existent utilisant l'ammoniac, l'urée ou l'acide isocyanurique. Pour être efficace, la réaction doit être faite dans un domaine de température précis, proche de 1 000 °C, qui dépend de l'agent réducteur utilisé. Il est possible d'atteindre un taux de réduction de 80 % par cette méthode ;
- le rebrûlage des fumées (reburning en anglais) consiste à injecter un réducteur (hydrocarbure, charbon, etc.) dans une zone à température suffisamment élevée pour qu'une réaction de réduction de NOx en fonctions azotées puisse avoir lieu. Cette méthode permet d'atteindre un taux de dénitrification de 50 % ;
- la réduction catalytique sélective (en anglais SCR pour selective catalytic reduction) : permettant un abattement d’au moins 80 % du flux de polluant. Cette méthode utilise aussi une réaction chimique entre les NOx et un agent réducteur azoté, mais le procédé est catalytique, ce qui permet de l'utiliser à une température de l'ordre de 450 °C,.

#### Cas du bois énergie
La température de combustion étant difficile à contrôler, dans un poêle ou une cheminée (avec ou sans insert), et toute température de combustion supérieure à 1 300 °C générant des NOx, le bois énergie est plus susceptible d'en générer que les chaudières fonctionnant au gaz naturel ou au fioul où la température de combustion est plus facile à contrôler, son développement, dans le cadre de la promotion des énergies renouvelables, « joue un rôle prépondérant par rapport aux autres énergies dans l’évolution des émissions de NOx ».

##### Suisse
La combustion du bois « dans des installations de chauffage ordinaires - sans filtres coûteux - produit des polluants atmosphériques locaux additionnels, surtout de la poussière fine et des oxydes d’azote ». Les services cantonaux de l'énergie et de l'environnement, dans une information sur les chaudières bois à chargement automatique (granulés et plaquettes), signalent qu'« une chaudière à bois émet bien davantage de particules PM10 et d'oxydes d'azote NOx qu'une chaudière à mazout ».
L'Institut Paul Scherrer préconise la conversion du bois énergie en gaz naturel de synthèse pour réduire ces émissions.

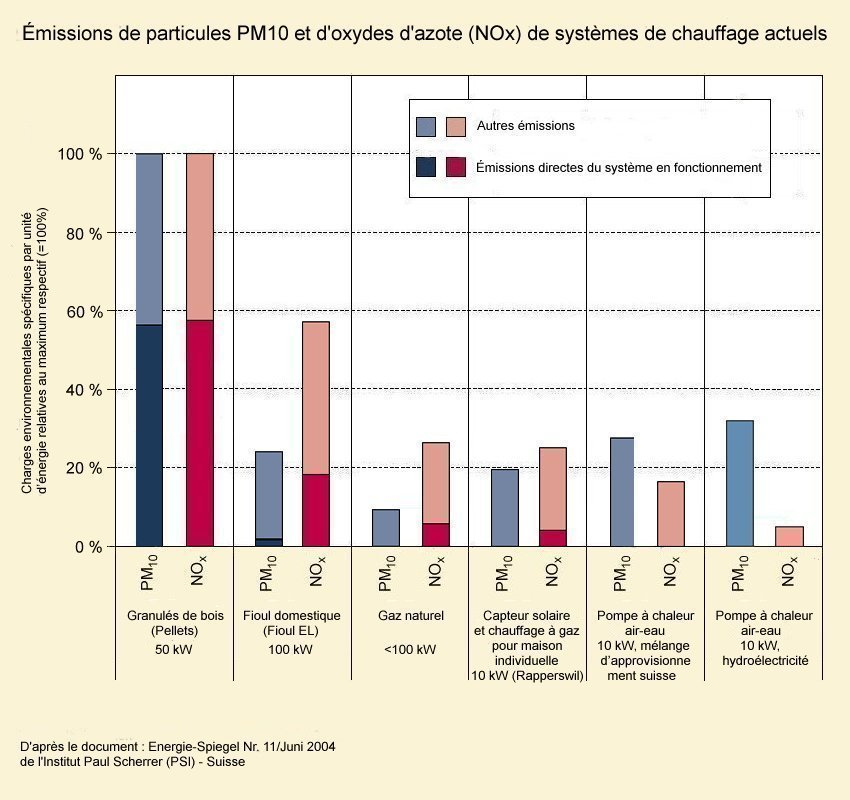
Émissions de PM10 et de (NO +) de systèmes de chauffage actuels en Suisse.
Émissions directes. Autres émissions = émissions sur la chaîne de production.

##### France
La combustion de la biomasse a un impact sur la pollution atmosphérique, qui doit être réduite conformément aux engagements nationaux d'amélioration de la qualité de l'air. Une étude, réalisée pour le compte de l'ADEME par le CITEPA et « Énergies Demain », évalue les conditions techniques et économiques d’un développement maîtrisé de la biomasse énergie permettant de respecter conjointement les engagements pris pour atténuer le réchauffement climatique et améliorer la qualité de l'air. Sur la vingtaine de polluants atmosphériques étudiés, les NOx sont les seuls polluants pour lesquels une augmentation des émissions à l’horizon 2020 est observée dans les résultats des simulations. Le texte suivant est extrait de cette étude :

« La problématique des émissions de NOx reste à surveiller attentivement et à contrôler, même si la biomasse ne représente en 2005 que 2 % des émissions nationales. Non seulement la France ne respecte pas certaines concentrations limites dans l’environnement mais de plus elle a beaucoup de difficultés en ce qui concerne le respect de son plafond d’émissions de NOx (que ce soit celui de 2010 ou celui en préparation pour 2020). La  rénovation du parc d’appareils domestiques conduit à des émissions de NOx supérieures par rapport à la situation existante. Le bois étant plus émetteur de NOx que les combustibles fossiles de type gaz naturel et fioul, la mise en place de « de-NOx » sur des installations de puissances importantes pourrait être étudiée au cas par cas afin de limiter les émissions de NOx. Selon les scénarios considérés, le surcoût annuel d’investissement pour équiper toutes les nouvelles chaufferies biomasse de système de traitement des NOx est évalué entre 52 millions d’euros (système non catalytique ou SNCR, permettant une réduction de 2 à 6 % des émissions entre 2005 et 2020) et 280 millions d’euros (système catalytique ou SCR, permettant une réduction de 6 à 11 % des émissions entre 2005 et 2020). »

— 
|                    | Bois énergie | Houille | Fioul domestique | Gaz naturel |
| ------------------ | ------------ | ------- | ---------------- | ----------- |
| NOx (g/GJ sortant) | 126          | 72      | 60               | 58          |

Les facteurs d’émission des appareils sont exprimés en g/GJ (masse de NOx émise par unité d’énergie sortante (gigajoule (GJ))).

#### Effet du dioxyde de titane
À Dinan, en France, 2 500 m2 de chaussée ont été construits en incorporant à un enrobé poreux classique un « coulis à base de ciment » contenant du dioxyde de titane (TiO2), traité chimiquement, qui aide à détruire les NOx.